# März 2026
Portal Geschichte | Portal Biografien | Aktuelle Ereignisse | Jahreskalender | Tagesartikel

◄ |
20. Jahrhundert |
21. Jahrhundert

◄ |
1990er |
2000er |
2010er |
2020er
| 2030er | 2040er

◄ |
2022 |
2023 |
2024 |
2025 |
2026
| 2027 | 2028 | 2029 | 2030 | ►

◄ |
Dezember 2025 |
Januar 2026 |
Februar 2026 |
März 2026 |
April 2026 |
Mai 2026 |
Juni 2026 |
►
Dieser Artikel behandelt tagesbezogene Nachrichten und Ereignisse im März 2026. Eine Artikelübersicht zu thematischen „Dauerbrennern“ und zu länger andauernden Veranstaltungen findet sich auf der Seite zu den laufenden Ereignissen.

## Tagesgeschehen

### Sonntag, 8. März 2026
- [[Stuttgart]]/[[Baden-Württemberg]]: [[Wahl zum 18. Landtag von Baden-Württemberg]]

### Sonntag, 22. März 2026
- [[Mainz]]/[[Rheinland-Pfalz]]: [[Wahl zum 19. Landtag von Rheinland-Pfalz]]